# Alchemilla squarrulosa
Alchemilla squarrulosa é uma espécie de rosácea do gênero Alchemilla, pertencente à família Rosaceae.